# Amphibia
Gli anfibi (Amphibia Blainville, 1816) sono una classe di animali vertebrati appartenente al phylum Chordata.
Sono stati i primi vertebrati a colonizzare l'ambiente terrestre (tetrapodi) e come tali hanno avuto in passato una notevole espansione e diversificazione. Rimangono però nella maggior parte dei casi ancora estremamente legati all'acqua; lo stesso nome della classe deriva dalla fusione delle due parole greche ἀμφί, con il significato di "doppio", e βίος, con il significato di "vita". Tale nome è dovuto sia al fatto che il ciclo vitale degli anfibi prevede che almeno una parte della vita dell'animale venga trascorsa nel mondo acquatico sia al fatto che la maggior parte delle specie presenta una fase larvale dall'aspetto piuttosto dissimile da quello della fase adulta, alla quale l'animale giunge tramite metamorfosi.

## Origini ed evoluzione
L'origine degli anfibi è ancora avvolta nel mistero. La maggior parte dei paleontologi, in ogni caso, pensa che essi discendano direttamente da dipnoi primitivi in grado di respirare utilizzando la vescica natatoria oppure il polmone e pertanto in grado di vivere per periodi più o meno lunghi sulla terraferma.
La diversificazione fra i due gruppi sarebbe avvenuta fra i 416 ed i 360 milioni di anni fa nel periodo Devoniano.

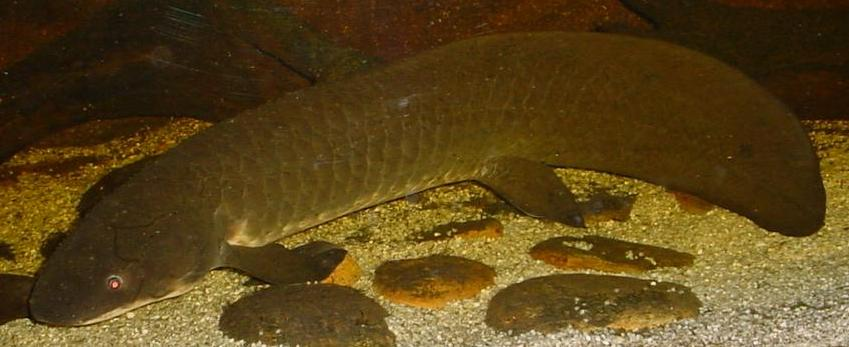
Neoceratodus forsteri, un pesce polmonato diffuso in Australia: la somiglianza con gli anfibi è evidente.

I candidati più accreditati come progenitori degli anfibi sono i Sarcopterigi. Il rinvenimento di specie fossili come Coelacanthus ed Eusthenopteron, infatti, mostra che già molto tempo prima della comparsa degli anfibi esistevano pesci muniti di appendici simili a zampe; inoltre, osservando fossili di anfibi primitivi, come Ichthyostega e Acanthostega, appaiono numerosi punti in comune con questi pesci fossili, così come sono riscontrabili numerose omologie a livello biologico, scheletrico ed embrionale fra gli anfibi attuali ed i dipnoi, assieme ai quali vengono raggruppati a formare il clade degli Anamnia.
Attorno ai 300 milioni di anni fa, nel Carbonifero, gli anfibi si diffusero in tutto il mondo e si diversificarono in un gran numero di forme, divenendo gli organismi dominanti sulla terraferma. Gli anfibi primordiali erano tuttavia abbastanza differenti da quelli attuali.
Tra questi, il più diversificato era il gruppo dei temnospondili, che comprendeva forme: minuscole, gigantesche, acquatiche, terrestri, corazzate e munite di "vela" dorsale. Molti scienziati ritengono che alcune piccole forme di temnospondili poco specializzati possano aver dato origine alle odierne rane e rospi. Il gruppo dei lepospondili, invece, comprendeva solo animali di piccola taglia, alcuni dei quali dall'aspetto serpentiforme.
La maggior parte degli studiosi è d'accordo nel classificare tutti gli anfibi attuali come parte di un unico gruppo evoluto, i lissanfibi, separato dai due precedenti. La monofilia del gruppo, tuttavia, è tutta da dimostrare poiché mancano del tutto forme fossili intermedie che possano essere definite "antenati" del gruppo. Alcuni pongono i lissanfibi come discendenti dei temnospondili (in particolare del piccolo gruppo degli anfibamidi), altri avvicinano gli anfibi attuali ai lepospondili. La posizione degli attuali apodi, poi, è ancora tutta da chiarire.

## Anatomia
L'anatomia degli anfibi ne fa distinguere tre tipi principali: gli anuri (greco 'senza coda') come rane, raganelle e rospi, gli urodeli (greco 'coda visibile') come tritoni e salamandre e i gimnofioni (greco 'nudi serpenti') anche detti apodi (greco 'senza zampe') come i cecilidi.
Gli anfibi appartengono ad un gruppo di tetrapodi il cui orecchio si è evoluto in modo da percepire i suoni che viaggiano nell'aria. A questo proposito, infatti, la columella è diventata un osso più sottile rispetto a quello dei tetrapodi più ancestrali ed è a contatto con una membrana di pelle detta Timpano, ben evidente sulla testa delle rane. Nell'orecchio interno, inoltre, è presente una peculiare struttura sensoriale detta Papilla anfibiorum. La cute degli anfibi è ricca di ghiandole ed altamente vascolarizzata. Sono presenti numerose ghiandole mucipare, a volte velenifere, queste spesso associate ad una colorazione vivace della cute (Aposematismo). La bocca degli anfibi è munita di piccoli denti che servono per trattenere la preda, che viene inghiottita intera.
La pelle periodicamente si stacca durante il periodo della muta e spesso viene ingerita dall'animale stesso. La pelle degli anfibi adulti è umida e ben vascolarizzata ed ha una funzione protettiva per l'animale ma anche coadiuvante i polmoni nella respirazione. Essa permette una buona perdita d'acqua per evaporazione, che comunque è compensata dagli habitat umidi in cui vivono gli anfibi. Gli arti degli anfibi sono quattro, due anteriori e due posteriori, poco sviluppati ma ben adattati al salto, soprattutto negli anuri. Il tronco corto, la parte posteriore allungata e la mancanza della coda nell'adulto, infatti, fanno sì che essi siano in grado di compiere balzi anche di un certo rilievo.
I polmoni non sono molto suddivisi all'interno, quindi lo scambio di gas non è molto efficiente, ed essi respirano quasi solo con la pelle (respirazione cutanea ) che quindi deve essere tenuta umida grazie a ghiandole specializzate o con continue immersioni in acqua.Nella famiglia delle salamandre, i polmoni sono non concamerati e allungati. Alcuni urodeli possono non avere polmoni del tutto ma solo branchie esterne. L'apparato circolatorio ha come centro il cuore che ha 2 atri e un solo ventricolo, il sangue si mescola parzialmente. Il cuore degli anfibi è a tre tempi, prima il sangue arterioso ossigenato viene sospinto nell'aorta direttamente all'encefalo, il secondo battito spinge nell'aorta sangue misto che va agli organi, il terzo contenente sangue "sporco" va verso la pelle e gli eventuali polmoni o branchie esterne. Dunque la circolazione sanguigna è doppia, perché il sangue passa due volte per il cuore durante un ciclo completo, e incompleta, perché nell'unico ventricolo del cuore il sangue venoso (ricco di anidride carbonica / deossigenato) proveniente dai tessuti del corpo si mescola con quello arterioso (ricco di ossigeno / ossigenato) che arriva dagli organi respiratori.
L'apparato digerente finisce con un canale chiamato cloaca attraverso cui vengono espulsi anche gli scarti dell'apparato escretore e i gameti delle gonadi dell'apparato riproduttore.

## Ciclo vitale
La riproduzione è legata all'acqua nella maggior parte delle specie. La riproduzione è sessuata. Negli anfibi a riproduzione acquatica, le uova sono prive di guscio e avvolte da un materiale gelatinoso, quindi devono essere deposte in acqua; le uova, a contatto con l'acqua, aumentano di volume. La fecondazione è esterna: il maschio sale sul dorso della femmina e feconda le uova man mano che questa le depone; negli organismi più evoluti la riproduzione può essere anche interna. Le uova fecondate si sviluppano in seguito in larve acquatiche chiamate girini, attrezzate di una coda ondulante per la locomozione, branchie esterne, un lungo apparato digerente e un picco corneo con cheratinizzazione variabile a seconda della dieta erbivora o carnivora del girino. La metamorfosi è graduale e comporta modificazioni nell'apparato digerente, la comparsa di zampe e polmoni, la scomparsa delle branchie e, negli Anuri, della coda. In alcuni urodeli si è persa, durante l'evoluzione, la metamorfosi.
L'axolotl è una specie di salamandra, in cui gli esemplari conservano caratteristiche larvali anche allo stato adulto. Questo fenomeno è chiamato neotenia. Se a questi animali viene iniettata tiroxina, (l'ormone della crescita tipico di tutti i vertebrati), lo sviluppo si completa con la perdita delle caratteristiche larvali menzionate e l'adozione di una vita terrestre. Numerose salamandre sono neoteniche, e alcune lo possono essere facoltativamente quando le condizioni ambientali scoraggiano lo sviluppo completo degli animali.
Un altro caso di salamandra neotenica è il proteo (Proteus anguinus), il quale, anche se trattato con tiroxina, non completa la metamorfosi.

## Anfibi a rischio
Attualmente, nel mondo, gli anfibi sono la classe di animali con il più alto tasso di estinzioni.  
Si calcola che delle 85 specie europee il 60% circa sia in rapido declino come numero di esemplari e la situazione italiana sarebbe tra le più gravi dal momento che l'Italia ospita un maggior numero di specie complessivo.
Recenti studi hanno scoperto una relazione stretta fra il calo dell'ozono nella stratosfera e la diminuzione di alcune specie di anfibi. I raggi ultravioletti B si sono rivelati notevolmente dannosi per gli esseri viventi visto che alterano il patrimonio genetico. Alcune specie viventi sono in grado di riconoscere e distruggere le strutture del DNA danneggiate.
Altre specie di anfibi, invece, sono in pericolo di estinzione perché non producono sufficienti quantità di fotoliasi e quindi godono di una minore protezione all'esposizione dei raggi solari.
I raggi UV incidono negativamente, sulle possibilità di sopravvivenza degli anfibi, attraverso varie modalità:
- possono diminuire le difese immunitarie
- possono diminuire la quantità di insetti acquatici di cui si nutrono gli anfibi

Oltre a questa nuova causa di pericolo per la sopravvivenza degli anfibi, questi ultimi sono minacciati prevalentemente dalle seguenti cause di alterazione ambientale:
- la bonifica delle zone acquatiche
- la deforestazione
- l'inquinamento e l'immissione di una lunga serie di prodotti chimici
- la diffusione di malattie batteriche
- la caccia dell'uomo ed il loro utilizzo come piatto prelibato
- l'inserimento di una nuova specie nell'habitat che alteri gli equilibri con comportamenti invasivi e distruttivi

In Italia, i due rospi più diffusi, il Bufo bufo e il Bufotes viridis si possono considerare a rischio a causa della loro abitudine di ritornare al sito riproduttivo. Questo trasferimento li porta ad attraversare strade e quindi a venire investiti dagli automobilisti. Si sono attivati gruppi di volontari per rimediare a questo problema.

## Tassonomia
La sottoclasse Lissamphibia, che comprende gli anfibi viventi, viene suddivisa in tre ordini, per un totale di 8 843 specie:
- Anura Fischer von Waldheim, 1813 - senza coda, rane, rospi e raganelle (7790 sp.)
- Caudata Fischer von Waldheim, 1813 - altrimenti noti come Urodela: dotati di coda, tra cui salamandre, tritoni, geotritoni, protei (828 sp.)
- Gymnophiona Müller, 1832 - altrimenti noti come Apoda: piccolo gruppo di anfibi sotterranei privi di arti (225 sp.).

### Origine ed evoluzione
- At the Water's Edge: Fish with Fingers, Whales with Legs, and How Life Came Ashore but Then Went Back to Sea (1999), di Carl Zimmer
- The Rise of Amphibians: 365 Million Years of Evolution (2009) di Robert Carrol
- How Vertebrates Left the Water (2010), di Michel Laurin
- Your Inner Fish: A Journey into the 3.5-Billion-Year History of the Human Body (2009) di Neil Shubin
- Gaining Ground: The Origin and Evolution of Tetrapods (2012, seconda edizione aggiornata) di Jennifer A. Clack